# Новосад Євген Іванович
Євге́н Іва́нович Новоса́д (21 травня 1920, с. Неслихів, нині с. Неслухів, Львівського району, Львівської області — 1 грудня 2008, Фістервілл, Пенсільванія, США) — український науковець діаспори, доктор-психіатр, голова Українського лікарського товариства Північної Америки (УЛТПА).

## Життєпис
Народився у родині відомого агронома Івана Новосада, управителя маєтком графа Тадеуша Дідушицького. Мати — Ірина Романишин-Лис. Євген мав двох братів: Івана та Мирослава, які також емігрували. У 1939 році закінчив Академічну українську гімназію у Львові. У вирі другої світової війни, по приходу радянської армії в Галичину, переїжджає із своїм старшим братом Іваном і групою галицьких патріотів до Німеччини у січні 1940 року. З Німеччини цього ж року переїжджає до Праги та вступає на медичний факультет Карлового університету.
Восени 1940 року Євген Новосад призваний до 121-ї дивізії піхоти німецької армії у Кенігсбергу. Під час війни брав участь в боях у Литві, Латвії, Естонії та в околицях Ленінграду. Проявивши свої медичні здібності Євген Новосад направлений з фронту на фахові військові курси та на курси медицини у Берлінському університеті, а звідти по закінченні курсів, знов потрапив на фронт в околицях Познаня. Там 13 лютого 1945 року, потрапив до радянського полону. Д-р Новосад не раз згадував, як йому було важко і страшно у радянському полоні витримати, щоб не виявити, що він розуміє російську мову. Він вдавав із себе судетського німця, бо має слов'янське прізвище. Згодом Євген Новосад захворів на червінку і дістає звільнення до Берліна, як остаточного місця проживання. Восени 1947 року, віднайшовши своїх родичів і брата Мирослава у Реґенсбурзі в Баварії, переїздить туди.
У червні 1949 року Євген одружується з Іриною-Ольгою, дочкою знаного старшини Українських Січових Стрільців Михайла Савчина та Марії Оприско-Савчин. Подружжя Новосадів виховало трьох дітей: доньок Роксоляну та Ірину і сина Ігоря.
У жовтні 1949 року родина Новосадів прибула у США. У зв'язку з труднощами, з якими зустрівся д-р Новосад він на певний час повернувся до Ґрацу на медичну практику. Повернувшись до Філадельфії, певний час працює в Назарет шпиталі, а пізніше у Філадельфії Стейт шпиталі, де практикує психіатрію. Працював асистентом директора у Медичній школі імені Томаса Джеферсона. 
Він стає членом різних наукових інституцій. Євген є засновником Товариства Українських Сеньйорів. Разом із д-ром Миколою Корниловим, д-ром Емілем Гарасимом та д-ром Тетяною Цісик засновує Філадельфійський відділ Українського лікарського товариства Північної Америки.